# Rayman 3: Hoodlum Havoc
Rayman 3: Hoodlum Havoc è un videogioco a piattaforme, terzo capitolo della serie di Rayman, pubblicato per PlayStation 2, GameCube, Game Boy Advance, Xbox, Windows e N-Gage da Ubisoft nel 2003, per macOS da Feral Interactive e per cellulari nel 2004 e per Digiblast nel 2005. Il gioco, a differenza dei predecessori, non è stato diretto da Michel Ancel in quanto impegnato sullo sviluppo del gioco Beyond Good & Evil.
Rayman 3 HD è stato distribuito su PlayStation Network per PlayStation 3 e su Xbox Live per Xbox 360 nel 2012 apportando miglioramenti grafici e alcune modifiche.

## Trama
Tutto ha inizio nel cuore della notte con l'avvento di André, un Lum Rosso divenuto oscuro e dunque malvagio. André trasforma ogni Lum Rosso che incontra sul suo cammino in Lum Nero e una volta radunato un numero sufficiente di Lum oscuri per poter dare inizio al suo esercito per conquistare il mondo, i Lum Neri creano grazie ad arti magiche delle vesti dalle pelli di animali come i Bonton. Il piano di André consiste nel convertire tutta l'energia del Cuore Del Mondo (già menzionato in Rayman 2: The Great Escape) costituita da Lum Gialli in energia negativa. Murfy, testimone involontario di quanto sta accadendo nella foresta, viene scovato da André che tenta di eliminarlo, ma riesce a fuggire e raggiunge un luogo della foresta dove Rayman e Globox stanno riposando. Globox improvvisamente si sveglia e, percependo il pericolo, cerca a sua volta di svegliare l'amico senza però riuscirci. In un tentativo disperato di costringerlo a svegliarsi, afferra Rayman, ma gli stacca involontariamente le mani dal suo busto. Nel panico, Globox fugge via, e con lui le mani del protagonista. Murfy a questo punto salva Rayman afferrandolo per i capelli e volando verso un luogo più sicuro. Dopo una breve ricerca, i due ritrovano Globox presso il Concilio delle Fate, e le mani di Rayman, percependone l'attrazione, ritornano al protagonista. 
Nel frattempo, André e gli Hoodlum riescono a raggiungere il Concilio delle Fate con l'intenzione definitiva di trasformare anche i Lum che compongono il Cuore Del Mondo, distruggendo così quest'ultimo assieme all'armonia e l'equilibrio della Radura dei Sogni. Tuttavia Globox ingerisce André per errore, poiché il Lum Nero, volando verso il portale del Cuore Del Mondo non riesce a schivarlo, seppure Globox stesso, inghiottendolo, finisce per salvare il Cuore Del Mondo, dato che ha impedito al Lum Nero di toccarlo. 
Rayman, seguendo il consiglio dei Teensies, dovrà dirigersi alla Foresta di Chiarafoglia per rivolgersi a un vecchio amico del Grande Minimo, Otto Psi, un dottore che potrebbe estrarre André dal corpo di Globox, arrivando lì tramite una strada fatta di musica creata dai Teens, ma venendo attaccati dagli Hoodlum in cerca del loro capo e incontrando nel corso del suo cammino altri membri del loro esercito, mentre André obbliga spesso Globox a bere il succo di prugna, a cui Globox è allergico, facendolo comportare in modo strano a causa delle proprietà simili ad alcol della sostanza. Inoltre Rayman dovrà liberare tutti i 60 Teens che gli Hoodlum hanno imprigionato nelle gabbie. Otto Psi cerca di scacciare André suonando il braccio di Globox come una chitarra (dato che i Lum Neri odiano la musica), ma fallisce e il Lum Nero si rifugia nei suoi polmoni, così dice al paziente di consultare Roméo Patti, uno specialista del ventre che vive nella Terra dei Morti Lividi, un luogo abitato dai Griskin, un'antica tribù di Teens che venne estinta quando disturbarono con il loro canto il Grande Spirito Palmito, che li uccise tutti e sigillò i loro spiriti in una torre magica, mentre i pochi spiriti scappati vennero catturati dagli Hoodlum.
Sfortunatamente, la strada si rompe, creando così una spaccatura dimensionale e separando Rayman dall'amico. Si ritrova quindi in una buia palude, la Pozza di Fango, e cade accidentalmente in un gabinetto occupato dalla strega Bégoniax, che lo accusa di essere un pervertito e lo affronta, venendo sconfitta. Sentendo la voce di Globox provenire dallo specchio di Bégoniax, Rayman ci entra dentro e raggiunge una villa nella quale affronta il Conte Razoff, ultimo discendente di una famiglia reale di cacciatori, sconfiggendolo e ricongiungendosi con Globox.
Passando per un altro specchio, raggiungono la Terra dei Morti Lividi, e dopo aver raggiunto la torre e salvato lo spirito di un Griskin, esso attiva un portale per il loro mondo dentro la torre, nel quale Rayman libera gli spiriti rimasti dall'incantesimo di Palmito. Dopo aver attraversato il mare e sconfitto Céloche, una piovra meccanica, i due raggiungono l'ufficio di Roméo, che tenta, con esito fallimentare, di scacciare André suonando la pancia di Globox come un tamburo, dato che il Lum Nero si rifugia nel suo piccolo cervello, costringendolo così a rivolgersi ad Art Rytus, uno specialista che vive in un deserto bollente e inquietante abitato dagli Knaaren, mostri spietati che vivono nelle caverne sottoterra e venerano il Leptys, un dio dalle sembianze di uccello noto come il padre del popolo Knaaren e Portatore della Notte. 
Gli Knaaren rapiscono Globox sotto gli occhi di Rayman, che è così costretto a scappare e a sviarli suonando dei gong, dato che non può scalfirli e loro scambiano il suono del gong con le urla di una creatura indifesa, ma viene chiuso in un angolo e catturato anche lui, costringendolo ad andare nell'Arena del Destino per affrontare Reflux, il campione del popolo. In un duro incontro, Rayman sconfigge Reflux, e per concessione di Gumsi, il re bambino degli Knaaren, riceve dal Leptys il potere di convertire i Lum Neri in Lum Rossi e la libertà sua e di Globox. Raggiungono poi lo studio di Art Rytus, che assieme a Otto e Roméo, fa uscire André dal corpo di Globox con una melodia sincronizzata. 
Il Lum Nero si allea con Reflux, desideroso di vendetta contro Rayman a causa della precedente sconfitta nell'arena e rubano lo Scettro del Leptys da Gumsi. Per poterli fermare, i tre dottori dicono a Rayman e Globox di percorrere la Scorciatoia Incredibilmente Lunga, ma quando arrivano alla spiaggia, è troppo tardi, dato che Reflux e André se ne sono già andati e presto evocheranno il Leptys, così i due amici prendono una nave e partono per un'isola innevata per raggiungere la Cima Oltre le Nuvole, dalla quale raggiungono il Quartier Generale degli Hoodlum, situato sottoterra. Tuttavia, a causa di un tranello, Globox viene ancora una volta catturato e separato da Rayman, ritrovandosi bloccato in una stanza piena di navicelle usate dagli Hoodlum, gli Armaguiddon. 
Intanto, l'eroe senza arti raggiunge la Macchina Orribile, un macchinario che alimenta la base, e riesce a sovraccaricarla, ma André ordina agli Hoodlum di allagare il Quartier Generale nella lava in un disperato tentativo suicida di uccidere Rayman, che riesce però a scappare prima che la Macchina Orribile esploda, distruggendo tutto il Quartier Generale e uccidendo alcuni membri dell'esercito di André, che è anche lui scappato e ha raggiunto Reflux, che ha evocato il Leptys, creando un cielo sinistro. Allo stesso tempo, anche Globox è riuscito a scappare dall'esplosione, dato che aveva rubato un Armaguiddon. 
Spinto dall'esplosione della Macchina Orribile, Rayman raggiunge la Torre del Leptys, un enorme tempio dove gli Knaaren pregano e venerano il loro dio, e viene poi raggiunto da Globox, che lo porta con l'Armaguiddon da Reflux e André. Una volta giunto sul luogo dello scontro, Rayman combatte contro Reflux fuso con André e che successivamente muta drasticamente, trasformandosi in una gigantesca creatura alata dopo aver attaccato lo scettro alla carne della sua schiena. Reflux/André, nello stadio finale della sua trasformazione scappa in cielo, ma Globox viene nuovamente a prendere Rayman e i due lo inseguono e lo affrontano. Dopo un duro scontro, riescono a congelare Reflux e distruggerlo in tanti frammenti di ghiaccio, uccidendolo, Rayman fa tornare André un Lum Rosso con una linguaccia, e tutti i Lum Neri rimasti si trasformano nuovamente in Lum Rossi. Rayman e Globox tornano al Concilio delle Fate, ma quest'ultimo è triste, dato che sente la mancanza di André, e dice che un Lum Nero diventa così se si spaventa un Lum Rosso. L'eroe senza arti gli risponde che non vorrebbe immaginare cosa potrebbe spaventare un Lum, e i due si addormentano.
Durante il finale del gioco, viene mostrato un flashback che spiega l'avvento di Andrè. Mentre Rayman e Globox dormono, le mani di Rayman prendono vita e si staccano dal busto, e vagando liberamente usano delle ombre cinesi che spaventano accidentalmente un Lum Rosso, che si trasformerà nel Lum Nero Andrè.

### Corsa dei Lum
Al termine del gioco viene sbloccato automaticamente un codice alla voce Corsa dei Lum presente nel menù principale del gioco. Il codice permetteva di farsi inserire in una classifica dei punteggi online sul sito ufficiale.

## Modalità di gioco

### Superpoteri
Gli Hoodlum hanno creato un liquido laser che trasforma i loro abiti in tenute da combattimento. Il liquido laser però, ha effetto su chiunque lo assuma, pertanto anche su Rayman, conferendogli delle skin speciali. Se un Hoodlum è contrassegnato dal simbolo del ($), significa che ha con sé del liquido laser. Per impadronirsi del liquido, il giocatore deve eliminare il nemico tenendo presente che l'effetto e la durata dei poteri che conferiscono è limitato a un certo numero di secondi. Quindi, per sapere con certezza la quantità di tempo disponibile, il giocatore deve tenere d'occhio l'indicatore in basso a destra dello schermo.
Nel gioco sono presenti cinque tipi di superpoteri:
1. Laser Verde - Vorticopugno: i pugni di Rayman si trasformano in un vortice devastante, che permette di far ruotare un oggetto oppure una piattaforma.
2. Laser Rosso - Sbriciolopugno: conferisce al normale pugno un incremento della forza, permettendo ad esempio di sfondare porte.
3. Laser Blu - Arraffopugno: questo potere dota i pugni di Rayman di ganasce metalliche, che possono essere utilizzate per aggrapparsi a prese di metallo fluttuanti. Inoltre, quando si colpisce un nemico in fase continua, emette una scarica elettrica.
4. Laser Arancione - Siluropugno: uno dei pugni si trasforma in un missile. Il pugno va lanciato e poi guidato a distanza verso il proprio obiettivo.
5. Laser Giallo - Elitrottero: Rayman acquisisce un elmetto giallo con un'elica a scomparsa incorporata, che permette di volare.

### Minigiochi
Ci sono livelli bonus che consistono in minigiochi con funzionamento e protagonisti variabili. In ogni livello bonus, compaiono una barra rossa (del giocatore) e una barra gialla (del nemico). L'obiettivo è far finire la barra gialla prima che finisca la barra rossa.
Oltre ai livelli bonus presenti in tutte le versioni, nella versione per GameCube del gioco sono presenti dei livelli bonus aggiuntivi multigiocatore, sfruttando la connettività con il Game Boy Advance. Il minigioco Mad Trax si può giocare collegando un Game Boy Advance al GameCube tramite il cavo Nintendo; ognuno vede le proprie azioni sul proprio schermo. Il giocatore del GameCube controlla Rayman alla guida della sua scarpa e raccoglie le gemme, il giocatore del Game Boy Advance deve invece gestire dei blocchi che cadono, in modo molto simile al Tetris, e li usa cooperativamente per creare la strada a Rayman. Il minigioco Wheelis è molto simile, ma per quattro giocatori, collegando due controller del GameCube e due Game Boy Advance allo stesso.

## Livelli
Nel gioco sono presenti nove capitoli, divisi in diversi livelli.
1. Il Concilio delle Fate: Murfy guida il giocatore attraverso un livello di ambientazione e fornisce consigli su come adoperare i diversi poteri. Il giocatore trova Globox che poco dopo fugge spaventato da André verso il Concilio delle Fate. Rayman insegue André e sconfigge alcuni Hoodlum, facendolo fuggire verso una delle alcove delle fate. Andrè viene inghiottito erroneamente da Globox in una stanza prossima al Cuore Del Mondo (già menzionato in Rayman 2: The Great Escape); i Teensie celebrano la morte del Lum ma si scopre che in realtà André è ancora vivo. Il Grande Minimo manda Rayman presso uno dei guaritori, Otto;
2. Foresta di Chiarafoglia: questa foresta era un luogo tranquillo e piacevole, dove i Teensie vivevano in pace. In seguito gli Hoodlum hanno trasformato il luogo in una armeria. In questo livello il giocatore affronta il primo boss, Masterkaag, un Hoodlum che sfrutta un macchinario gigante provvisto di gambe meccaniche. Al termine del livello il giocatore raggiunge Otto. Mentre Otto tenta di estrarre Andrè qualcosa va storto e non riesce a rimuovere il lum, così Otto manda Rayman da Romeo, che vive nella terra dei Morti Lividi.
3. Pozza di Fango: dopo essere giunti attraverso l'austrada dei Teensie nella palude oscura, una strega conosciuta come Begoniax si rivela essere il nemico da combattere al termine del livello. Begoniax lancia una pozione pericolosa, e Rayman deve respingerla verso di lei come contrattacco. In seguito il giocatore giunge presso la casa di Razoff, un cacciatore che imprigiona delle piccole creature. Dopo aver sconfitto inizialmente Razoff, Rayman deve affrontarlo una seconda volta, questa volta però il nemico sarà su di una enorme palla di cannone appesa al soffitto. Dopo lo scontro il giocatore raggiungerà la Terra dei Morti Lividi passando attraverso uno specchio magico.
4. Terra dei Morti Lividi: nonostante il nome, questo è un luogo mistico molto tranquillo, con prati e rovine di pietra. In questo luogo vivevano i Griskin, un'antica tribù di Teens che venne estinta dal Grande Spirito Palmito, che si arrabbiò così tanto con loro per averlo disturbato con i loro canti che li sterminò e sigillò i loro spiriti in una torre magica, mentre i pochi scappati vennero catturati dagli Hoodlum. Il giocatore dovrà affrontare in questo livello un robot gigante conosciuto come Celoche, comandato da un Hoodlum. Quando il giocatore incontrerà Romeo, Globox verrà sottoposto a un nuovo trattamento ma non riuscendo a rimuovere André, Romeo manda Rayman da Gonzo nel Deserto degli Knaaren. In una stanza segreta del livello, sono presenti delle statue d'oro rappresentanti dei Teensie, mentre un'altra pare rappresentare Lac Mac.
5. Deserto degli Knaaren: questo livello è il territorio degli Knaaren, esseri mostruosi simili a rettili antropomorfi. Per buona parte del capitolo bisognerà scappare da questi poiché sono invincibili. Il giocatore deve combattere Reflux, il guerriero più forte di essi, ma ironicamente, l'unico che si può danneggiare. Dopo aver battuto Reflux, il Re Gumsi conferisce il potere del Leptys a Rayman, consentendogli di trasformare i Lum neri in Lum rossi. Il giocatore dunque raggiunge Gonzo, che procede con l'agopuntura sulla testa di Globox e chiama Otto e Romeo per eseguire una melodia di tipo classico atta a scacciare le energie negative e dunque André. André viene rimosso ma riesce a fuggire presso i condotti e facendo risvegliare tutti Lum neri rimasti. André quindi si allea con Reflux promettendogli vendetta contro Rayman.
6. La Scorciatoia Incredibilmente Lunga: i capi Teensie lasciano il giocatore in una lunga serie di passaggi per riuscire a catturare André. Per aprire le porte il giocatore deve collezionare tutte le corone che si trovano dietro dei cancelli. Quando il giocatore inizia a collezionarle compare una barra di colore giallo. Quando la barra si esaurisce si aprirà una porta. Nell'ultima parte del livello, se il giocatore colpisce la piccola finestra con i pugni ben assestati, si aprirà una stanza segreta contenente una statua dedicata a Ly la Fata.
7. La Cima Oltre le Nuvole: Rayman e Globox salpano su di una nave per raggiungere un'isola in mezzo al mare conquistata dagli Hoodlums. La cima è ricoperta di neve e il clima è invernale. Alla fine del livello Rayman deve utilizzare una tavola di legno come snowboard e giungere presso il quartiere generale degli Hoodlums, nascosto sotto la superficie.
8. Quartier Generale degli Hoodlum: questo livello è pieno di insidie e l'aspetto della zona è angoscioso e industriale e vi sono molti macchinari. Quando il giocatore sconfigge "La macchina orribile", André ordina agli Hoodloom di allagare il Quartier Generale con la lava e il magma sotterraneo, ma quando la lava raggiunge il nucleo della fabbrica causa un'esplosione e tutti i Lum neri volano via e Rayman fugge sulla torre del Leptys. Nel livello della fonderia, c'è un'area segreta dove è presente un diorama che mostra alcuni dei nemici di Rayman 2: The Great Escape nelle pose dell'Ultima Cena di Leonardo da Vinci.
9. La torre del Leptys: una torre costruita dagli Knaaren  per il loro dio, il Leptys. Il luogo è abbandonato da secoli e alcuni Teensie lo trasformarono in una zona abitabile. Se il giocatore ha un punteggio sufficientemente elevato, durante la scalata appare un passaggio segreto con animali rari imprigionati. Sulla cima della torre, Rayman deve combattere contro una fusione fra Reflux e André in quattro fasi diverse. Quando Reflux è sconfitto, Rayman giunge in un luogo nei cieli denominato appunto Leptys, e André si ritrova indifeso di fronte all'eroe. Il potere speciale acquisito da Rayman in precedenza gli permette di trasformare André in un Lum rosso, causando in questo modo la trasformazione di tutti i Lum neri e Hoodlum in Lum rossi e riportando così la pace e l'equilibrio nella Radura Dei Sogni.

## Personaggi
- Rayman: è il protagonista del gioco. Da questo titolo in poi il suo aspetto è stato ridisegnato e la personalità è cambiata.
- Globox: è il migliore amico del protagonista da Rayman 2: The Great Escape. In questo titolo la sua personalità è diversa, non esprimendosi più in terza persona, ma allo stesso tempo diventando anche meno intelligente. Nel corso del gioco è vittima della sfortuna, inghiottendo per errore André.
- André: è l'antagonista principale del gioco.
- Murfy: appare anch'esso differente nell'aspetto e nella personalità, rompendo spesso la quarta parete prendendosi gioco del manuale per le istruzioni troppo ovvie. Nel gioco appare solo nel primo livello Il Concilio Delle Fate (ambientazione già menzionata in Rayman 2: The Great Escape).
- Gli Hoodlums: sono l'esercito antagonista del gioco. Erano dei Lum rossi trasformati in Lum neri, e i loro abiti sono fatti della pelliccia rubata da alcuni animali. Un Lum rosso si trasforma in Lum nero se viene spaventato, mentre una linguaccia (dopo aver acquisito il potere dal Leptys) li fa tornare normali.
- Reflux: è uno Knaaren, il più forte della sua specie, nonché l'antagonista secondario del gioco. Incontrerà Rayman nei sotterranei e lo sfiderà a duello nell'Arena del Destino, uscendo tuttavia sconfitto e tradito. In seguito incontrerà André che lo spingerà a rubare lo scettro dei Leptys per sfidare nuovamente Rayman e vendicarsi.

## Versioni

### GameCube
La versione per GameCube presenta dei livelli bonus esclusivi rispetto alle altre versioni del gioco, che includono diversi minigiochi. Ulteriori contenuti possono essere sbloccati collegando la versione Game Boy Advance ad esso.

### Game Boy Advance
Si tratta di un gioco a scorrimento laterale in 2D incentrato sulla storia di Rayman 2: The Great Escape con elementi di Rayman 3. La versione per Game Boy Advance è stata anche pubblicata il 20 aprile 2017 in Nord America per il servizio Virtual Console di Wii U.
Le versioni per N-Gage e Digiblast sono basate su questa versione del gioco.

## Accoglienza
Il gioco ha ricevuto recensioni mediamente positive dalla critica, ma non quanto i due predecessori.
Alla fine di marzo 2003, aveva venduto più di un milione di copie.
A differenza dei due capitoli precedenti, Michel Ancel ha avuto solo un ruolo consultivo in questo episodio, elogiando il team di sviluppo, ma ritenendo il gioco un po' troppo concreto per i suoi gusti e affermando che avrebbe realizzato il gioco in modo diverso.
Nintendo Power nel numero di settembre 2006 affermò che la terza avventura è stata una sorta di delusione: mancava molta della magia che ha reso Rayman 2 così speciale, in parte a causa del doppiaggio con grandi nomi di Hollywood (John Leguizamo nei panni di Globox e Billy West nei panni di Murfy).
Multiplayer.it lo ha trovato tecnicamente impressionante su PlayStation 2, molto ben doppiato e molto ricco di extra, ma con una struttura poco innovativa e troppo lineare.
In un altro articolo sulla versione Game Cube il sito lo ha definito il peggior episodio della saga, evidenziando la banalità complessiva del titolo, ma giudicandolo comunque divertente grazie a un'ottima giocabilità.
La rivista Win Magazine diede alla riedizione in HD un voto di 24/30, elogiando lo stile di gioco e definendolo "un'avventura coinvolgente".

## Sequel
Un sequel intitolato Rayman: Hoodlums' Revenge (Rayman Hoodlum's Revenge in Nord America) è stato pubblicato esclusivamente per Game Boy Advance nel 2005. Il gioco è in 3D isometrico, e sono presenti Lum gialli, rossi, verdi e blu, oltre a gioielli, e in pochi livelli Globox è un personaggio giocabile.
Un sequel diretto del gioco per console, noto come Rayman 4, era in lavorazione come gioco platform simile ai titoli precedenti, ma fu cancellato. Il progetto venne successivamente ripreso con il titolo Rayman Raving Rabbids, che prevedeva il ritorno di André come alleato del protagonista e di altri vecchi personaggi della serie. Tuttavia, durante la realizzazione furono sperimentati ulteriori varietà di stili di gioco attraverso un kit di sviluppo per Nintendo Wii, e di conseguenza gli elementi d'azione e platform vennero completamente rimossi e sostituiti da elementi di genere party. Il gioco risultante pertanto differisce molto dal concept originale e non si collega a Rayman 3, oltre a non presentare nessuno dei personaggi apparsi in precedenza (eccetto alcuni Baby Globox).